# 미셸 우엘베크
미셸 우엘베크(프랑스어: Michel Houellebecq [miˈʃɛl wɛlˈbɛk], 본명: Michel Thomas 미셸 토마[*], 1958년 2월 26일~)는 프랑스의 소설가이다.
현대 프랑스 문단에서 가장 주목받는 작가 중 한 명인 미셸 우엘베크는 1958년 프랑스 라 레위니옹에서 태어났다. 그랑제콜에서 농업 경제학과 정보학을 공부했으며 1985년 시인으로 데뷔했다. 1991년 미국 고딕 작가 H. P. 러브크래프트의 전기 《세계에 맞서, 인생에 맞서》와 평론집 《계속 살아 있기》를 발표했으며, 이듬해 첫 시집 《행복의 추구》(La Poursuite du bonheur)를 펴냈다. 1994년에는 첫 번째 소설 《투쟁 영역의 확장》을 발표했는데, 경제적인 영역뿐 아니라 성(性)의 영역에서도 자유 경쟁 상태에 내몰린 서구인의 지옥과 같은 삶을 묘사한 책으로, 이 작품으로 우엘베크는 문명을 떨치기 시작하고 광범위한 독자를 확보하게 되었다.
4년 후인 1998년, 우엘베크는 그의 전 작품에 대해 문화부에서 수여하는 '젊은 문학인 국가 대상'을 받았으며 같은 해, 평론집 《발언》과 두 번째 소설 《소립자》를 발표했다. 사회와 성, 종교에 대한 거침없는 통찰로 프랑스 내에서 격심한 사상적 논쟁을 불러일으키며 30개국 언어로 번역된 《소립자》는 미셸과 브뤼노 두 형제의 이야기를 통해, 성풍속의 변천 과정을 중심으로 '서구의 자멸'을 면밀하게 해부한 작품이다. 이 책으로 그는 베스트셀러 작가 반열에 오르게 되었고 세계 공공 도서관의 추천을 받아 아일랜드 정부가 수여하는 국제 IMPAC 더블린 문학상을 수상하였다.
2010년에는 최근작 《지도와 영토》(La carte et le territoire)로 저명한 프랑스 문학상인 공쿠르상을 수상하기도 했다. 우엘베크의 다른 작품들로는 자신의 시를 낭송한 음반 《인간의 현존》(2000년)과 직접 찍은 사진과 함께 펴낸 영상 수필집 《란사로테》(2000년), 그리고 소설 《플랫폼》(2001년)과 《어느 섬의 가능성》(2005년) 등이 있다. 현재 그는 아일랜드의 코크 주에 살고 있다.

## 저작 목록

### 소설
- 투쟁 영역의 확장 Extension du domaine de la lutte(1994)
열린책들(2003)｜용경식 옮김｜ISBN 89-329-0463-4
- 소립자 Les particules élémentaires(1998) - 책 리뷰
열린책들(2009)｜이세욱 옮김｜ISBN 978-89-329-0947-9
- 플랫폼 Plateforme (2001)
문학동네(2002)｜김윤진 옮김｜ISBN 978-89-8281-605-5
- 어느 섬의 가능성 La Possibilité d'une île(2005)
열린책들(2007)｜이상해 옮김｜ISBN 978-89-329-0770-3
- 지도와 영토 La carte et le territoire(2010)
문학동네(2011)｜장소미 옮김｜ISBN 978-89-546-1579-2

### 전기
- 러브크래프트: 세상에 맞서, 삶에 맞서 H.P. Lovecraft: Contre Le Monde, Contre La Vie(1991)
필로소픽(2021)｜이채영 옮김｜ISBN 979-11-5783-212-5

### 평론집
- 계속 살아 있기(1994)
- 발언(1998)

### 시집
- 행복의 추구(1995)

### 영상 수필집
- 란사로테(2000)

### 낭송 음반
- 인간의 현존(2000)